# پیشانه آنالوگ

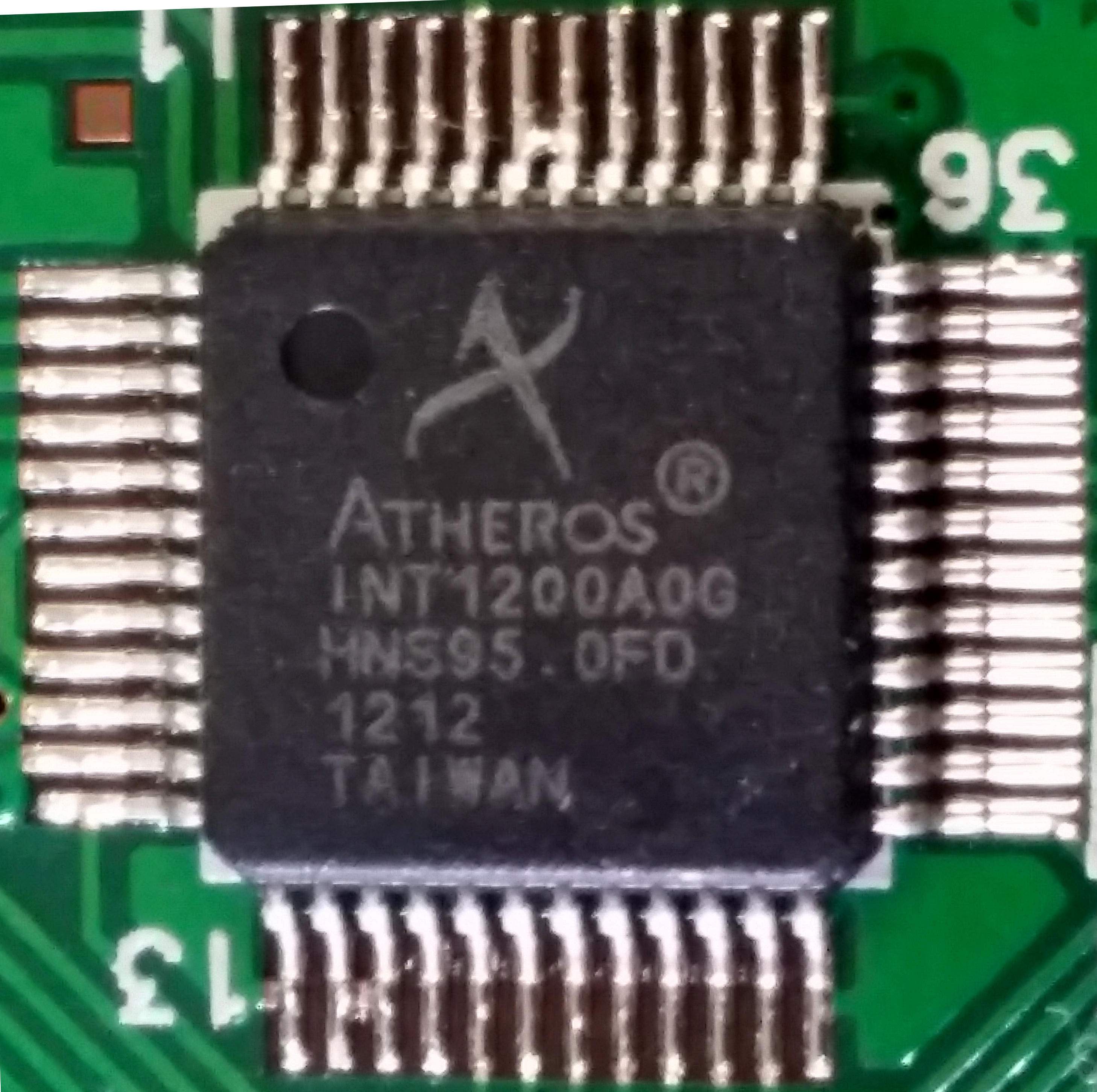
تراشه-ای‌اف‌ئی آتروس اینتلون ۱۲۰۰ به عنوان همراه برای آی‌سی-پاورلاین ای‌ان‌تی ۵۵۰۰

یک (به انگلیسی: analog front-end) پیشانه آنالوگ (اختصاری ای‌اف‌ئی) یا کنترل‌گر مرحله‌پیشین آنالوگ (به انگلیسی: analog front-end controller) (اختصاری ای‌اف‌ئی‌سی) مجموعه‌ای از مدارات آماده‌سازی سیگنال آنالوگ است که از تقویت‌کننده‌های آنالوگ حساس، اغلب تقویت‌کننده‌های عملیاتی، فیلترها و گاهی مدارهای مجتمع با کاربرد ویژه برای حسگرها، گیرنده‌های رادیویی، و دیگر مدارهایی برای ارائه یک بلوک کاربردی الکترونیکی قابل‌تنظیم و سازگارپذیر که برای اتصال انواع حسگرها به یک آنتن، مبدل آنالوگ به دیجیتال یا در برخی موارد به یک میکروکنترلر مورد نیاز است، استفاده می‌کند.
ای‌اف‌ئی فرکانس رادیویی در گیرنده‌های رادیویی استفاده می‌شود که به عنوان پیشانه آراف شناخته می‌شود.

## ماژول‌ها
ماژول‌های سخت‌افزاری ای‌اف‌ئی به عنوان حسگرهای رابط برای بسیاری از انواع سیستم‌های آنالوگ و دیجیتال استفاده می‌شوند و ماژولار بودن سخت‌افزار را فراهم می‌کنند. به عنوان مثال، تگزاس اینسترومنتس ای‌اف‌ئی‌های نظارت بر سلامت را با نام‌های ADS1298، AFE4400 و AFE4490 به بازار عرضه می‌کند. اَتمل پیشانه آنالوگ را برای کنتورهای هوشمند به بازار عرضه می‌کند. آنالوگ دیوایسز یک محصول CN0209 را برای کاربردهای آزمایش و اندازه‌گیری به بازار عرضه می‌کند.